# Scodionyx balboi
Scodionyx balboi là một loài bướm đêm trong họ Noctuidae.